# Clearwater County (Idaho)
Clearwater County ist ein County im Bundesstaat Idaho der Vereinigten Staaten. Der Verwaltungssitz (County Seat) ist Orofino.

## Geographie
Das County liegt im Nordwesten von Idaho, grenzt im Nordosten an Montana und hat eine Fläche von 6444 Quadratkilometern, wovon 69 Quadratkilometer Wasserfläche sind. Etwa sechs Kilometer nordwestlich von Orofino liegt die Dworshak-Talsperre.
Es grenzt im Uhrzeigersinn an folgende Countys: Shoshone County, Latah County, Nez Perce County, Lewis County und Idaho County.

## Geschichte
Clearwater County wurde am 27. Februar 1911 aus Teilen des Nez Perce County gebildet. Benannt wurde es nach dem Clearwater River in der Nähe.
Im Clearwater County liegen zwei National Historic Landmarks, die Weippe Prairie und der Lolo Pass. 6 weitere Bauwerke und Stätten sind im National Register of Historic Places eingetragen.

## Demografische Daten

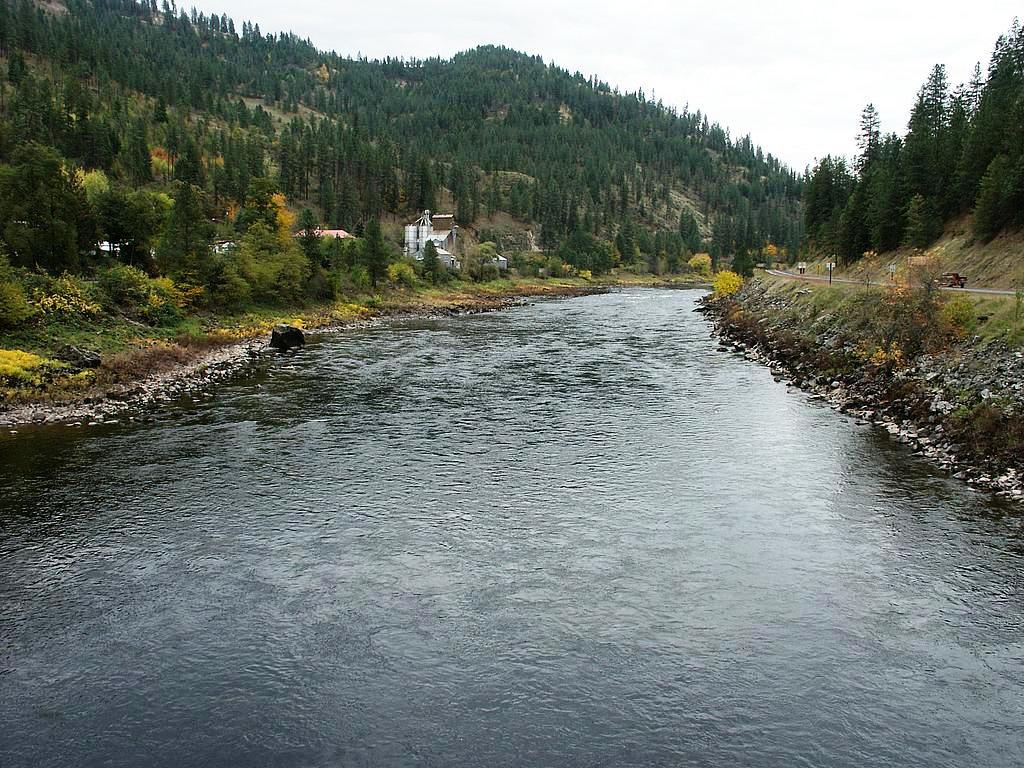
Der Clearwater River nahe Greer Ferry

Nach der Volkszählung im Jahr 2000 lebten im Clearwater County 8.930 Menschen in 3.456 Haushalten und 2.481 Familien. Die Bevölkerungsdichte betrug 1 Person pro Quadratkilometer. Ethnisch betrachtet setzte sich die Bevölkerung zusammen aus 94,82 Prozent Weißen, 0,15 Prozent Afroamerikanern, 2,03 Prozent amerikanischen Ureinwohnern, 0,37 Prozent Asiaten, 0,06 Prozent Bewohnern aus dem pazifischen Inselraum und 0,63 Prozent aus anderen ethnischen Gruppen; 1,96 Prozent stammten von zwei oder mehr Ethnien ab. 1,85 Prozent der Bevölkerung waren spanischer oder lateinamerikanischer Abstammung.
Von den 3.456 Haushalten hatten 28,9 Prozent Kinder unter 18 Jahren, die bei ihnen lebten. 60,5 Prozent davon waren verheiratete, zusammenlebende Paare. 6,9 Prozent waren allein erziehende Mütter und 28,2 Prozent waren keine Familien. 24,0 Prozent waren Singlehaushalte und in 10,0 Prozent lebten Menschen mit 65 Jahren oder älter. Die Durchschnittshaushaltsgröße betrug 2,41 und die durchschnittliche Familiengröße war 2,84 Personen.
23,0 Prozent der Bevölkerung waren unter 18 Jahre alt, 5,9 Prozent zwischen 18 und 24 Jahre, 26,3 Prozent zwischen 25 und 44 Jahre, 29,2 Prozent zwischen 45 und 64 Jahre. 15,6 Prozent waren 65 Jahre oder älter. Das Durchschnittsalter betrug 42 Jahre. Auf 100 weibliche Personen kamen 113,4 männliche Personen. Auf 100 Frauen im Alter von 18 Jahren und darüber kamen 115,9 Männer.
Das jährliche Durchschnittseinkommen der Haushalte betrug 32.071 USD, das Durchschnittseinkommen der Familien 37.259 USD. Männer hatten ein Durchschnittseinkommen von 31.426 USD, Frauen 21.694 USD. Das Prokopfeinkommen betrug 15.463 USD. 9,7 Prozent der Familien und 13,5 Prozent der Einwohner lebten unterhalb der Armutsgrenze.

## Orte im County
- Ahsahka
- Boehls
- Bruce Eddy
- Cardiff
- Cardiff Mill
- Cavendish
- Cow Creek
- Dent
- Elk River
- Five Corners
- Fraser
- Greer
- Haley
- Headquarters
- Hollywood
- Jaype
- Johnsons Mill
- Judge Town
- Kameron
- Konkolville
- Moose City
- Musselshell
- Neva
- Omill
- Orofino
- Peck
- Pierce
- Riverside
- Rudo
- Teakean
- The Cedars
- Weippe